# Liste d'accidents aériens en 2014
Pour un article plus général, voir Liste de listes d'accidents aériens.
Liste d'accidents et incidents aériens non exhaustive en 2014 :

## Février
- 11 février 2014 : un Lockheed C-130 Hercules appartenant à l'armée de l'air algérienne qui devait relier la wilaya  de Tamanrasset à celle de Constantine, s'est écrasé sur le mont Fortas dans la Wilaya d'Oum El Bouaghi aux environs de 11h00 (TU), causant ainsi la mort de 77 personnes et un blessé grave. L'appareil qui avait à son bord 74 passagers et 4 membres de l'équipage, transportait des militaires et des familles de militaires. Selon les spécialistes, les conditions météorologiques très critiques ainsi que les chutes de neige seraient à l'origine de l'accident[1].
- 16 février 2014 : un DHC-6 Twin Otter 300 de la compagnie Nepal Airlines avec 15 passagers et 3 membres d'équipage s'écrase dans la jungle de Khidim provocant la mort de ses 18 occupants[2].
- 21 février 2014 : un avion libyen s'écrase à Grombalia au sud de Tunis, bilan 11 morts[3].

## Mars
- 8 mars 2014 : un Boeing 777-200ER assurant le vol 370 Malaysia Airlines de Kuala Lumpur à Pékin disparait des écrans radars une heure après son décollage avec 227 passagers et 12 personnels d’équipage. À ce jour, l'avion qui s'est vraisemblablement abîmé dans les eaux du Sud de l'océan Indien n'est toujours pas retrouvé, ce qui laisse libre cours à toutes les rumeurs.

## Avril
- 26 avril 2014 : un Piper PA-28 immatriculé HB-PGA s'est écrasé à Tatroz, dans le canton de Fribourg, en Suisse. D'après des témoins, des fortes rafales de vent seraient à l'origine de ce drame qui est l'un des plus graves accidents récents concernant la Suisse. L'avion est parti de l'aéroport de Lausanne-Blécherette et devait se poser sur celui de Fribourg-Ecuvillens. Les 6 occupants de l'avion, la plupart d'une même famille qui fêtait un anniversaire, ont été tués[4].

## Juillet
- 2 juillet 2014 : un Fokker F50 cargo s'est écrasé au décollage vers 06h00 (TU) sur un immeuble d'habitation dans la banlieue de Nairobi à Utawala (Kenya)[5]. L'équipage de 2 personnes ainsi que deux personnes transportées ont été tuées. Aucun bilan n'a été communiqué par les autorités kényanes[6]. Le Fokker F50, immatriculé 5Y-CET, qui devait effectuer la liaison entre Nairobi et Mogadiscio (Somalie), transportait un chargement de khat (drogue illégale). Il avait décollé vers 04h00 du matin, heure locale, lorsque, pour des raisons encore inconnues et dans des circonstances qui restent à expliquer, l'appareil a perdu rapidement de l'altitude et s'est écrasé sur un petit bâtiment dans une zone industrielle attenante à Nairobi avant de prendre rapidement feu. L'appareil a fini par exploser au contact d'un pylône électrique[7].
- 17 juillet 2014 : un Boeing 777-200, assurant le vol 17 Malaysia Airlines entre Amsterdam et Kuala Lumpur, s'est écrasé en Ukraine, aux abords de la ville de Chakhtarsk en république autoproclamée de Donetsk avec à son bord, 298 personnes. Selon les enquêteurs, l'avion a été abattu par un missile sol-air Buk SA17 tiré par les pro-russes, ce que confirme l'administration américaine ainsi que les représentants de l'UE.
- 23 juillet 2014 : un ATR-72-200, immatriculé B-22810 de la compagnie TransAsia Airways, assurant le vol 222 TransAsia Airways (Kaohsiung - Magong), s'est écrasé à Magong (Taïwan) juste avant sa seconde tentative de percée sur la piste 20, après avoir heurté un immeuble d'habitation. Le bilan[8] fait état d'au moins 51 morts sur les 58 passagers dont 4 membres d'équipage (2PNT 2PNC). Deux étudiantes en médecine françaises font partie des victimes. Cinq personnes au sol ont été blessées. Les circonstances encore inexpliquées seraient en rapport avec le typhon MATMO[9] de catégorie 2 sur une échelle de 1 à 5, développant des vents de 155 km/h (85 kt) alors que la limitation d'un atterrissage en ATR avec un vent de travers est de 45 kt. Le commandant de bord avait 60 ans, 22 ans d’expérience et 23 000 heures de vol[10].
- 24 juillet 2014 : un MD-83 espagnol de la compagnie Swiftair, affrété par Air Algérie pour assurer le vol 5017 Air Algérie s'écrase à 01h47 au Mali au sud de Gao, alors qu'il ralliait Alger depuis Ouagadougou (Burkina Faso). 50 minutes après son décollage, le pilote demande au contrôle aérien du Mali une altération de cap pour éviter des cellules orageuses. Puis l'avion cesse brusquement d'émettre. Il y avait 116 personnes à bord, dont 54 Français, 28 Burkinabé, 6 Espagnols (équipage). Toutes les hypothèses restent ouvertes à ce stade de l’enquête[11].

## Août
- 10 août 2014 : un An-140 (Antonov 140) iranien de la compagnie intérieure Sepahan Airlines, assurant le vol 5915 Sepahan Airlines s'est écrasé à 09h18L (0418Z) dans le quartier d'habitation d'Azadi, à moins de cinq kilomètres de l'aéroport de Téhéran. Selon un responsable de la compagnie Sepahan, il y avait 40 passagers et 8 membres d'équipage à bord de l'avion. L'appareil s'est écrasé sur un carrefour routier en pleine ville, près d'un marché[12]. L'agence iranienne IRMA attribue l'accident à un problème de moteur et rejette la responsabilité sur les pays qui appliquent les sanctions internationales en raison du programme nucléaire iranien, ce qui prive le pays des pièces détachées aéronautiques.
- 13 août 2014 : Lors de l’accident aérien du Cessna Citation 560 XLS+ utilisé comme avion de campagne électorale, qui s'est écrasé sur un gymnase d’une zone résidentielle de Santos, une ville du littoral de l’État de São Paulo (sud-est du Brésil), sept personnes, cinq passagers et deux pilotes sont toutes décédées. Eduardo Campos, socialiste - favorable à l'économie de marché - candidat à l’élection présidentielle d’octobre 2014 au Brésil, figure parmi les victimes. Les contrôleurs aériens ont perdu le contact avec l'avion alors qu'il s'apprêtait à atterrir. Les conditions météo étaient très mauvaises, avec une forte pluie. les pilotes ont apparemment réussi à éviter plusieurs immeubles avant de s’écraser au sol, témoignant du fait qu'il s'agit probablement d'un problème d'approche.

## Octobre
- 2 octobre 2014 : Le crash d'un hélicoptère suisse à Bart, dans le Doubs en France cause la mort de 5 personnes et en blesse 2 autres grièvement. Selon le voisin de l'accident, une des personnes étant en survie dans les décombres de l'appareil lui aurait indiqué que la cause était le brouillard[13]. L'hélicoptère avait décollé de l'aéroport de Lausanne-Blécherette[13] et devant se rendre à Montbéliard. Les passagers sont des employés de la Fédération des Entrepreneurs vaudois. Il s'agit également du premier accident de la compagnie d'hélicoptère Héli-Lausanne, chez qui le pilote avait loué cet EC-130 pour se rendre en France.
- 20 octobre 2014 : Vers 20h00Z (00h10 MSK), un Falcon 50 immatriculé F-GLSA[14] exploité par la compagnie Unijet, heurte au décollage un chasse-neige présent sur la piste de l'aéroport international de Vnoukovo près de Moscou. La visibilité horizontale est alors de 350 mètres en raison d'un brouillard de détente présent sur le terrain. Le train principal gauche heurte une déneigeuse et fait un cheval de bois, tout en perdant son aile bâbord. La carcasse glisse sur la piste et s'enflamme. L’accident fait quatre tués : Christophe de Margerie, président directeur général de Total et unique passager, ainsi que trois membres d'équipage de nationalité française[15]).
- 30 octobre 2014 à 09h46 locales CT (1746Z), un bimoteur Beechcraft King Air B200 avec à son bord uniquement le pilote de l'avion, a percuté le bâtiment Flight Safety International (1851 S. Airport Road) sur l’aéroport Mid-Continent de Wichita (Kansas)[16]. Selon les premiers éléments de l'enquête du NTSB, le B200 construit en 1999, aurait connu une perte de puissance au décollage sur la piste 01 en raison d'une panne sur son moteur gauche, avant de s'écraser sur une école de pilotage abritant une centaine de personnes faisant 4 morts et 5 blessés[17]. Le pilote a été identifié comme Mark Goldstein, 53 ans, un contrôleur aérien retraité, travaillant comme pilote indépendant[18].

## Novembre
- 9 novembre 2014 : un Learjet 35 privé parti de Nassau s'est écrasé alors qu'il était en approche sur l'aéroport de Freeport[19]. Les neuf occupants de l'appareil (sept passagers et deux membres d'équipage) ont été tués[20].

## Décembre
- 28 décembre 2014 : un A320-200 immatriculé PK-AXC opérant le vol 8501 Indonesia AirAsia s'écrase en mer de Java à 06h16L (0016Z) après que l'équipage ait demandé un changement de niveau vol pour raison météo. L'appareil assurait la liaison Surabaya (Indonésie) - Junada international Airport, à Singapour - Changi airport[21]. Il a décollé de Junada à 05h20L (2320Z - J-1) et devait atterrir à 08h30L (0230Z)[22]. 42 min après le décollage, l'équipage requiert un changement de niveau de vol pour passer du FL330 au FL380 alors que le plafond pratique de l'A320 (à N=1) est de 39 800 ft. La feuille de centrage de l'avion indique que l'avion était léger avec une masse au décollage TOW de 58,5 T, pour une masse maximale autorisée MTOW de 73,5 T. Les cellules orageuses du FIT (Front Inter Tropical) ont été reportées au FL500. À ce stade, aucune hypothèse ne peut être privilégiée. Les recherches maritimes entre Pontaniak (Bornéo) et l'île de Pulau Belitung (Sumatra) ont été interrompues à 20h00L (1200Z)[23].